# Ódáðahraun
Ódáðahraun ['ouːˌtauˑðaˌr̥œyˑn] (deutsch: Missetäterlavafeld, auch häufige – sprachlich allerdings falsche – Bezeichnung als „Missetäterwüste“) ist ein Lavafeld im Nordosten Islands und im Norden des Gletschers Vatnajökull.

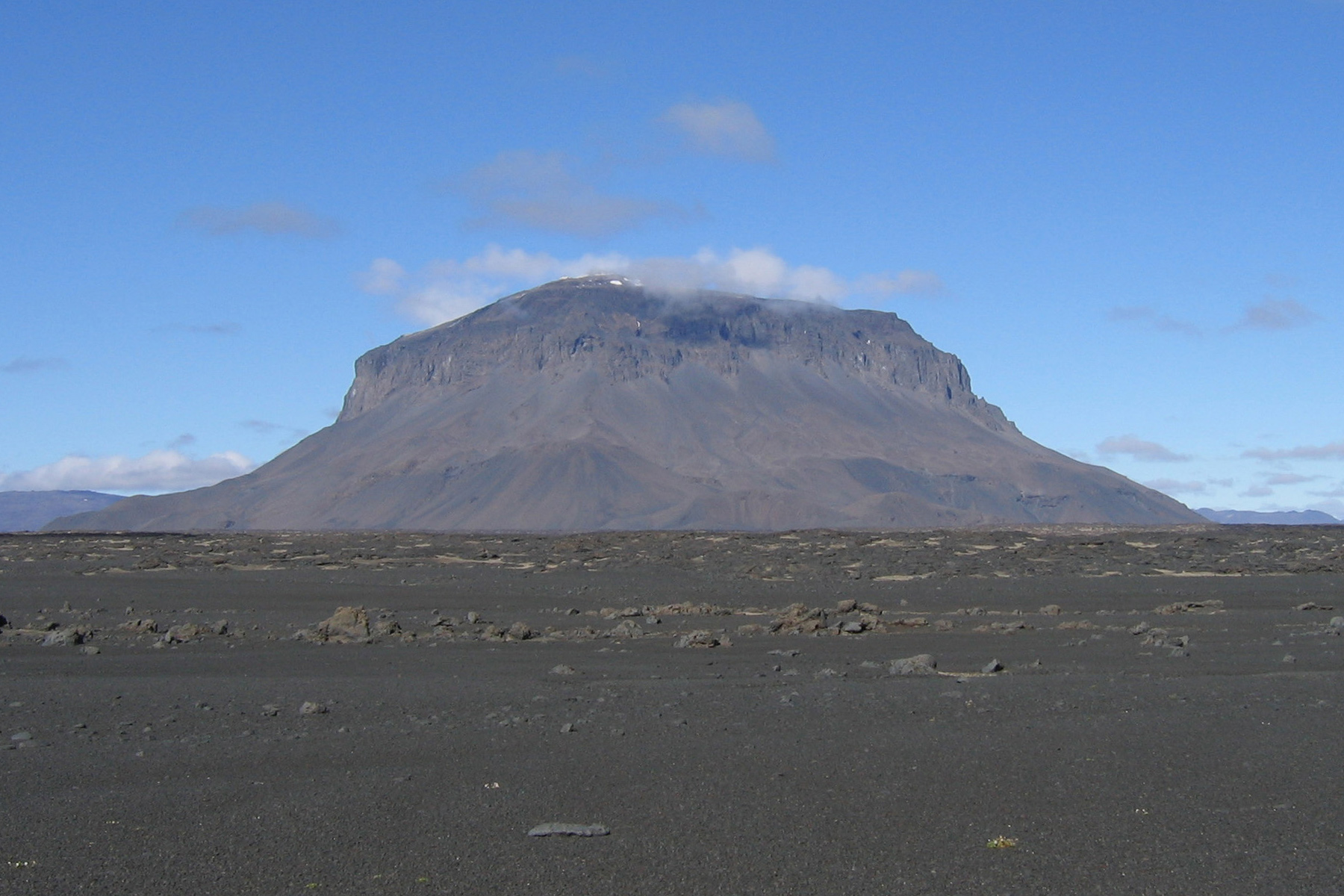
Ódáðahraun mit Herðubreið

## Geographie und Vulkanismus
Die Ausmaße des Lavafeldes genau zu bemessen, ist schwierig, es werden Flächen zwischen 4.400 km² und 5.600 km² angegeben. Der Südrand ist deutlich und liegt zwischen dem Vonarskarð am Vatnajökull und dem Fluss Jökulsá á Fjöllum. Die Nordgrenze hingegen liegt im ersten Falle am Südende der Berge Bláfjall und Sellandafjall beim Mývatn, im zweiten Falle reicht es aber noch bis nördlich des Hringvegur in die Mývatnsöræfi hinein. Das Lavafeld bedeckt ein Gefälle von 400 m. Die Dyngjufjöll mit dem Zentralvulkan Askja und der Tafelvulkan Herðubreið ragen daraus auf.
Bei dem Lavafeld handelt es sich um Lava aus verschiedenen Zeiten und Quellen; die ältesten Schichten sind 9.000 Jahre alt, die jüngsten ca. 30 Jahre. Seit Anfang 2007 gibt es regelmäßige Erdbeben bei einer Kraterreihe namens Upptyppingar, die zu den Kverkfjöll gehören. Die Erdbeben wandern sichtlich nach oben, was Magmabewegungen vermuten lässt.
Im Ódáðahraun gibt es viele Schildvulkane, die größten davon sind Ketildyngja und Trölladyngja.
Die Lavafelder galten in früheren Zeiten als unwegsam, vor allem wegen der Trockenheit. Pflanzen wachsen nur entlang der wenigen Flüsse, die vom Vatnajökull herunterströmen. Heute durchquert die Ringstraße (Hringvegur) vom Mývatn nach Egilsstaðir das Lavafeld bzw. begrenzt es.

## Name
Die Herkunft des Namens ist etwas unklar, zuerst nachzuweisen ist er in einer Quelle aus dem 17. Jahrhundert (Undur Íslands, 1638).
Der Name Missetäterlava hat möglicherweise etwas mit dem in früheren Jahrhunderten auf Island verbreiteten Aberglauben zu tun, dass sich im wüstenhaften Inneren des Landes fruchtbare Täler mit Siedlungen von Verbrechern befinden würden.

Nach den meisten Erklärungsversuchen stammt der Name allerdings daher, dass sich zu Geächteten verurteilte „Missetäter“ in die Lavawüste flüchteten und da versteckten, weil sie als Vogelfreie von jedem getötet werden durften (siehe auch die Legende von Fjalla-Eyvindur).
Lange Zeit war die Gegend nahezu unerforscht. Erst im Zeitalter der Aufklärung (18. Jahrhundert) und im 19. Jahrhundert, vor allem nach dem großen Ausbruch der Askja im Jahre 1875, kamen vereinzelt Bauern und Wissenschaftler hierher.